# Otolelus symphoniacus
Otolelus symphoniacus es una especie de coleóptero de la familia Aderidae.

## Distribución geográfica
Habita en Europa central (Austria, Bulgaria, Alemania y Hungría).